# Geschützter Landschaftsbestandteil Kerbtalsiepen am Mittelsberg
Der Geschützte Landschaftsbestandteil Kerbtalsiepen am Mittelsberg mit 1,01 ha Flächengröße liegt südlich von Winterberg. Das Gebiet wurde 2008 bei der Aufstellung vom Landschaftsplan Winterberg durch den Kreistag des Hochsauerlandkreises als Geschützter Landschaftsbestandteil (LB) ausgewiesen. Im Norden grenzt das Schutzgebiet an den Siedlungsrand von Winterberg. Der LB ist meist umgeben vom Landschaftsschutzgebiet Winterberg. Nur im Südosten grenzt direkt das Landschaftsschutzgebiet Grünlandinseln um Winterberg an. Der LB liegt an der Südflanke des Mittelsberges.

## Gebietsbeschreibung
Es handelt sich um ein tief eingekerbtes namenloses Siepen von der Hochfläche südwärts in das 80 m tiefer gelegenen Bach Bronseifen und mündet mit ihm zusammen in die Nuhne. Im LB sind Quellfluren mit größeren Silberblatt-Bestände, die örtlich den Eindruck von Schluchtwald-Gesellschaften vermitteln. Die Fließgewässer sind ein gesetzlich geschütztes Biotop nach § 30 BNatSchG.

## Gebot
Es wurden im Landschaftsplan das Gebot festgesetzt:
- „Die Geschützten Landschaftsbestandteile sind durch geeignete Pflegemaßnahmen zu erhalten, solange der dafür erforderliche Aufwand in Abwägung mit ihrer jeweiligen Bedeutung für Natur und Landschaft gerechtfertigt ist. Solche Maßnahmen bestehen insbesondere in der fachgerechten Behandlung von Schäden und Wunden, Totholzausastung, Beseitigung von Wurzelbrut und (vorbeugenden) statischen Verbesserungen an Bäumen; bei den Feldgehölzen sind derartige Maßnahmen in der Regel nicht notwendig, sie sollen dann der natürlichen Entwicklung überlassen bleiben.“[1]